# Campylanthus parviflorus
Campylanthus parviflorus là một loài thực vật có hoa trong họ Mã đề. Loài này được Hjertson & A.G.Mill. mô tả khoa học đầu tiên năm 2000.